# Curaçaos voetbalelftal (mannen)
Het Curaçaos voetbalelftal is een team van mannelijke voetballers dat Curaçao vertegenwoordigt in internationale wedstrijden. Het land wist in 2017 voor het eerst de Caribbean Cup te winnen.
Het elftal speelt zijn wedstrijden doorgaans in het Ergilio Hatostadion in Willemstad. Curaçao won de Caribbean Cup van 2017,  wat daarmee de eerste officiële prijs voor het land was. In 2019 wist het land voor het eerst de kwartfinale van de Gold Cup te bereiken. Verder is Curaçao er nog niet in geslaagd zich te kwalificeren voor een WK voetbal.

## Historie
In 2011 nam het de plaats in van het Nederlands-Antilliaans voetbalelftal, dat met de ontbinding van de Nederlandse Antillen ophield te bestaan. Dit elftal speelde tot 1958 ook onder de naam Curaçao, maar vertegenwoordigde destijds alle eilanden van het Gebiedsdeel Curaçao.
Op 29 oktober 2010 speelde het Curaçaos voetbalelftal zijn eerste vriendschappelijke wedstrijd in Willemstad tegen Aruba. Deze wedstrijd werd met 3–0 gewonnen en Everon Espacia scoorde het eerste doelpunt namens Curaçao. De thuiswedstrijden worden gespeeld in het Ergilio Hatostadion in Willemstad.

## Deelname aan internationale toernooien

### Wereldkampioenschap
Curaçao doet sinds 2011 mee aan kwalificatiewedstrijden voor het Wereldkampioenschap voetbal. Bij het eerste kwalificatietoernooi kwam het land in een poule terecht met Antigua en Barbuda, Haïti en de Amerikaanse Maagdeneilanden. Er waren twee overwinningen en een gelijkspel, dit was onvoldoende om zich te plaatsen voor de volgende ronde. Voor het toernooi van 2018 bereikte Curaçao de derde ronde. Beide wedstrijden in deze ronde, tegen El Salvador, gingen verloren met 1–0.
| Wereldkampioenschap voetbal overzicht | Wereldkampioenschap voetbal overzicht | Wereldkampioenschap voetbal overzicht | Wereldkampioenschap voetbal overzicht | Wereldkampioenschap voetbal overzicht | Wereldkampioenschap voetbal overzicht | Wereldkampioenschap voetbal overzicht | Wereldkampioenschap voetbal overzicht | Wereldkampioenschap voetbal overzicht |
| Jaar                                  | Ronde                                 | Wed.                                  | W                                     | G                                     | V                                     | DV                                    | DT                                    |                                       |
| Spelend als Gebiedsdeel Curaçao       | Spelend als Gebiedsdeel Curaçao       | Spelend als Gebiedsdeel Curaçao       | Spelend als Gebiedsdeel Curaçao       | Spelend als Gebiedsdeel Curaçao       | Spelend als Gebiedsdeel Curaçao       | Spelend als Gebiedsdeel Curaçao       | Spelend als Gebiedsdeel Curaçao       | Spelend als Gebiedsdeel Curaçao       |
| ------------------------------------- | ------------------------------------- | ------------------------------------- | ------------------------------------- | ------------------------------------- | ------------------------------------- | ------------------------------------- | ------------------------------------- | ------------------------------------- |
| 1958                                  | Niet gekwalificeerd                   | Niet gekwalificeerd                   | Niet gekwalificeerd                   | Niet gekwalificeerd                   | Niet gekwalificeerd                   | Niet gekwalificeerd                   | Niet gekwalificeerd                   |                                       |
|                                       |                                       |                                       |                                       |                                       |                                       |                                       |                                       |                                       |
| 2014                                  | Niet gekwalificeerd                   | Niet gekwalificeerd                   | Niet gekwalificeerd                   | Niet gekwalificeerd                   | Niet gekwalificeerd                   | Niet gekwalificeerd                   | Niet gekwalificeerd                   |                                       |
| 2018                                  | Niet gekwalificeerd                   | Niet gekwalificeerd                   | Niet gekwalificeerd                   | Niet gekwalificeerd                   | Niet gekwalificeerd                   | Niet gekwalificeerd                   | Niet gekwalificeerd                   |                                       |
| 2022                                  | Niet gekwalificeerd                   | Niet gekwalificeerd                   | Niet gekwalificeerd                   | Niet gekwalificeerd                   | Niet gekwalificeerd                   | Niet gekwalificeerd                   | Niet gekwalificeerd                   | Niet gekwalificeerd                   |
| 2026                                  | kwalificatie                          | kwalificatie                          | kwalificatie                          | kwalificatie                          | kwalificatie                          | kwalificatie                          | kwalificatie                          | kwalificatie                          |

### Caribbean Cup
In 2014 bereikte Curaçao voor het eerst als zelfstandig land het hoofdtoernooi van een internationaal voetbaltoernooi; de Caribbean Cup. Hierin kwam het niet voorbij de groepsfase. In 2017 wist Curaçao de editie zelfs te winnen. In de finale werd Jamaica verslagen. Het zou tevens de laatste keer zijn dat het toernooi werd gehouden.
| Caribbean Cup overzicht | Caribbean Cup overzicht | Caribbean Cup overzicht | Caribbean Cup overzicht | Caribbean Cup overzicht | Caribbean Cup overzicht | Caribbean Cup overzicht | Caribbean Cup overzicht | Caribbean Cup overzicht |
| Jaar                    | Ronde                   | Wed.                    | W                       | G                       | V                       | DV                      | DT                      | Kwal                    |
| ----------------------- | ----------------------- | ----------------------- | ----------------------- | ----------------------- | ----------------------- | ----------------------- | ----------------------- | ----------------------- |
| 2012                    | Niet gekwalificeerd     | Niet gekwalificeerd     | Niet gekwalificeerd     | Niet gekwalificeerd     | Niet gekwalificeerd     | Niet gekwalificeerd     | Niet gekwalificeerd     | Niet gekwalificeerd     |
| 2014                    | Groepsfase              | 3                       | 0                       | 0                       | 3                       | 5                       | 10                      | (Kwal.)                 |
| 2017                    | Winnaar                 | 2                       | 2                       | 0                       | 0                       | 4                       | 2                       | (Kwal.)                 |

### Gold Cup
In 2017 nam het land voor de eerste keer deel aan de CONCACAF Gold Cup, Curaçao werd vierde in de poule zonder een doelpunt te hebben gemaakt. Voor het eerst in de historie plaatste Curaçao zich in 2019 voor de kwartfinale van de Gold Cup.
| CONCACAF Gold Cup overzicht | CONCACAF Gold Cup overzicht    | CONCACAF Gold Cup overzicht    | CONCACAF Gold Cup overzicht    | CONCACAF Gold Cup overzicht    | CONCACAF Gold Cup overzicht    | CONCACAF Gold Cup overzicht    | CONCACAF Gold Cup overzicht    | CONCACAF Gold Cup overzicht |
| Jaar                        | Ronde                          | Wed.                           | W                              | G                              | V                              | DV                             | DT                             | Kwal                        |
| --------------------------- | ------------------------------ | ------------------------------ | ------------------------------ | ------------------------------ | ------------------------------ | ------------------------------ | ------------------------------ | --------------------------- |
| 2013                        | Niet gekwalificeerd            | Niet gekwalificeerd            | Niet gekwalificeerd            | Niet gekwalificeerd            | Niet gekwalificeerd            | Niet gekwalificeerd            | Niet gekwalificeerd            | Niet gekwalificeerd         |
| 2015                        | Niet gekwalificeerd            | Niet gekwalificeerd            | Niet gekwalificeerd            | Niet gekwalificeerd            | Niet gekwalificeerd            | Niet gekwalificeerd            | Niet gekwalificeerd            | Niet gekwalificeerd         |
| 2017                        | Groepsfase                     | 3                              | 0                              | 0                              | 3                              | 0                              | 6                              | (Kwal.)                     |
| 2019                        | Kwartfinale                    | 4                              | 1                              | 1                              | 2                              | 2                              | 3                              | (Kwal.)                     |
| 2021                        | Teruggetrokken na kwalificatie | Teruggetrokken na kwalificatie | Teruggetrokken na kwalificatie | Teruggetrokken na kwalificatie | Teruggetrokken na kwalificatie | Teruggetrokken na kwalificatie | Teruggetrokken na kwalificatie | (Kwal.)                     |
| 2023                        | Niet gekwalificeerd            | Niet gekwalificeerd            | Niet gekwalificeerd            | Niet gekwalificeerd            | Niet gekwalificeerd            | Niet gekwalificeerd            | Niet gekwalificeerd            | Niet gekwalificeerd         |
| 2025                        | Groepsfase                     | 3                              | 0                              | 2                              | 1                              | 2                              | 3                              | (Kwal.)                     |

### ABCS-toernooi
Het ABCS-toernooi is een jaarlijks voetbaltoernooi tussen de vertegenwoordigende elftallen van Aruba, Bonaire, Curaçao en Suriname. Volgens Louis Giskus, voorzitter van de Surinaamse Voetbalbond, is het toernooi bedoeld om de band tussen de Nederlandstalige landen in het Caribisch gebied te versterken. Curaçao won het toernooi voor het eerst in 2021. Daarnaast werd het toernooi ook gewonnen in 2022.
| ABCS-toernooi overzicht | ABCS-toernooi overzicht | ABCS-toernooi overzicht | ABCS-toernooi overzicht | ABCS-toernooi overzicht | ABCS-toernooi overzicht | ABCS-toernooi overzicht | ABCS-toernooi overzicht | ABCS-toernooi overzicht |
| Jaar                    | Ronde                   | Wed.                    | W                       | G                       | V                       | DV                      | DT                      |                         |
| ----------------------- | ----------------------- | ----------------------- | ----------------------- | ----------------------- | ----------------------- | ----------------------- | ----------------------- | ----------------------- |
| 2010                    | Tweede                  | 2                       | 1                       | 1                       | 0                       | 5                       | 2                       |                         |
| 2011                    | Vierde                  | 2                       | 0                       | 0                       | 2                       | 1                       | 5                       |                         |
| 2012                    | Derde                   | 2                       | 1                       | 0                       | 1                       | 11                      | 5                       |                         |
| 2013                    | Tweede                  | 2                       | 1                       | 0                       | 1                       | 3                       | 3                       |                         |
| 2015                    | Derde                   | 2                       | 0                       | 1                       | 1                       | 4                       | 1                       |                         |
| 2021                    | Winnaar                 | 2                       | 2                       | 0                       | 0                       | 8                       | 1                       |                         |
| 2022                    | Winnaar                 | 2                       | 0                       | 2                       | 0                       | 4                       | 4                       |                         |

### CCCF-kampioenschap
Curaçao vertegenwoordigde tussen 1941 en 1957 regelmatige de Nederlandse Antillen op het CCCF-kampioenschap. Zij speelden dan onder de naam Curaçao. In 1957 werd dat toernooi op Curaçao gespeeld.
| CCCF-kampioenschap overzicht | CCCF-kampioenschap overzicht | CCCF-kampioenschap overzicht | CCCF-kampioenschap overzicht | CCCF-kampioenschap overzicht | CCCF-kampioenschap overzicht | CCCF-kampioenschap overzicht | CCCF-kampioenschap overzicht | CCCF-kampioenschap overzicht |
| Jaar                         | Ronde                        | Wed.                         | W                            | G                            | V                            | DV                           | DT                           |                              |
| ---------------------------- | ---------------------------- | ---------------------------- | ---------------------------- | ---------------------------- | ---------------------------- | ---------------------------- | ---------------------------- | ---------------------------- |
| 1941                         | Derde                        | 4                            | 1                            | 2                            | 1                            | 16                           | 12                           |                              |
| 1943–1946                    | Geen deelname                | Geen deelname                | Geen deelname                | Geen deelname                | Geen deelname                | Geen deelname                | Geen deelname                |                              |
| 1948                         | Vierde                       | 8                            | 2                            | 2                            | 4                            | 14                           | 16                           |                              |
| 1951                         | Geen deelname                | Geen deelname                | Geen deelname                | Geen deelname                | Geen deelname                | Geen deelname                | Geen deelname                |                              |
| 1953                         | Vierde                       | 6                            | 2                            | 2                            | 2                            | 17                           | 9                            |                              |
| 1955                         | Tweede                       | 6                            | 4                            | 0                            | 2                            | 11                           | 7                            |                              |
| 1957                         | Tweede                       | 4                            | 2                            | 1                            | 1                            | 7                            | 4                            |                              |

### CONCACAF Nations League
| 2019–20 | A | 4 | 1 | 2 | 1 | 3  | 3 | A |
| 2022–23 | A | 4 | 1 | 0 | 3 | 2  | 8 | A |
| 2023–24 | A | 4 | 1 | 0 | 3 | 6  | 7 | B |
| 2024–25 | B | 6 | 4 | 1 | 1 | 15 | 3 | A |

## FIFA-wereldranglijst
Hieronder volgt de positie op de FIFA-wereldranglijst aan het eind van ieder kalenderjaar.
| 2011 | 2012 | 2013 | 2014 | 2015 | 2016 | 2017 | 2018 | 2019 | 2020 | 2021 | 2022 | 2023 | 2024 |
| ---- | ---- | ---- | ---- | ---- | ---- | ---- | ---- | ---- | ---- | ---- | ---- | ---- | ---- |
| 151  | 177  | 178  | 158  | 151  | 75   | 83   | 80   | 80   | 76   | 80   | 86   | 90   | 91   |

## Spelersrecords

### Meeste interlands
|    | Naam              | Positie      | Carrière     | Interlands | Doelpunten |
| -- | ----------------- | ------------ | ------------ | ---------- | ---------- |
| 1  | Cuco Martina      | Verdediger   | 2011 - heden | 66         | 1          |
| 2  | Leandro Bacuna    | Middenvelder | 2016 - heden | 58         | 15         |
| 3  | Eloy Room         | Doelman      | 2015 - heden | 57         | 0          |
| 4  | Gevaro Nepomuceno | Aanvaller    | 2014 - heden | 52         | 8          |
| 5  | Juriën Gaari      | Verdediger   | 2016 - heden | 46         | 1          |
| 5  | Rangelo Janga     | Aanvaller    | 2016 - heden | 42         | 21         |
| 7  | Elson Hooi        | Aanvaller    | 2015 - heden | 38         | 10         |
| 7  | Shanon Carmelia   | Verdediger   | 2011 - heden | 38         | 2          |
| 9  | Juninho Bacuna    | Middenvelder | 2019 - heden | 36         | 12         |
| 10 | Darryl Lachman    | Verdediger   | 2015 - 2021  | 35         | 1          |

Laatst bijgewerkt: 8 juni 2025

### Meeste doelpunten
|    | Naam                   | Carrière     | Doelpunten | Interlands | Doelpunt/Interland |
| -- | ---------------------- | ------------ | ---------- | ---------- | ------------------ |
| 1  | Rangelo Janga          | 2016 - heden | 21         | 42         | 0,5                |
| 2  | Leandro Bacuna         | 2016 - heden | 15         | 58         | 0,26               |
| 3  | Juninho Bacuna         | 2019 - heden | 12         | 36         | 0,33               |
| 4  | Elson Hooi             | 2015 - heden | 10         | 38         | 0,26               |
| 5  | Felitciano Zschusschen | 2015 - 2017  | 9          | 14         | 0,64               |
| 6  | Gervane Kastaneer      | 2018 - heden | 8          | 18         | 0,23               |
| 6  | Gino van Kessel        | 2015 - 2022  | 8          | 26         | 0,31               |
| 6  | Gevaro Nepomuceno      | 2011 - 2023  | 8          | 52         | 0,15               |
| 8  | Rocky Siberie          | 2011         | 6          | 6          | 1,00               |
| 8  | Jurensley Martina      | 2012 - 2022  | 6          | 8          | 0,75               |
| 10 | Mirco Colina           | 2011 - 2021  | 5          | 15         | 0,33               |

Laatst bijgewerkt: 19 november 2024.

## Huidige selectie
De volgende spelers behoorden tot de selectie voor de WK-kwalificatiewedstrijden in juni 2024.
Interlands en doelpunten bijgewerkt tot en met de wedstrijd tegen  Aruba op 9 juni 2024.
| Nr.         | Naam                | Wed. | Dlpnt. | Club                            | Debuut |
| ----------- | ------------------- | ---- | ------ | ------------------------------- | ------ |
| Doel        |                     |      |        |                                 |        |
| 1           | Eloy Room           | 56   | 0      | Cercle Brugge                   | 2015   |
| 22          | Trevor Doornbusch   | 6    | 0      | VVV Venlo                       | 2021   |
| 23          | Nino Fancito        | 0    | 0      | FC Eindhoven                    | n.v.t. |
| Verdediging |                     |      |        |                                 |        |
| 3           | Juriën Gaari        | 45   | 1      | RKC Waalwijk                    | 2016   |
| 4           | Jurich Carolina     | 15   | 1      | FK Borac Banja Luka             | 2018   |
| 5           | Sherel Floranus     | 13   | 0      | PEC Zwolle                      | 2023   |
| 12          | Roshon van Eijma    | 11   | 0      | Roda JC Kerkrade                | 2021   |
| 15          | Shanon Carmelia     | 38   | 2      | USV Hercules                    | 2011   |
| 21          | Ar'Jany Martha      | 4    | 0      | Beerschot Voetbalclub Antwerpen | 2024   |
| 20          | Joshua Brenet       | 8    | 0      | Al-Rayyan                       | 2024   |
|             | Tyrique Mercera     | 1    | 0      | SC Cambuur                      | 2024   |
| Middenveld  |                     |      |        |                                 |        |
| 2           | Kevin Felida        | 16   | 0      | RKC Waalwijk                    | 2021   |
| 6           | Livano Comenencia   | 4    | 0      | Juventus FC                     | 2024   |
| 7           | Juninho Bacuna      | 35   | 11     | Al-Wahda Club (Mekka)           | 2019   |
| 8           | Godfried Roemeratoe | 15   | 1      | RKC Waalwijk                    | 2023   |
| 10          | Leandro Bacuna      | 57   | 15     | FC Groningen                    | 2016   |
| 17          | Brandley Kuwas      | 28   | 2      | FC Volendam                     | 2017   |
| Aanval      |                     |      |        |                                 |        |
|             | Jeremy Antonisse    | 12   | 1      | Moreirense FC                   | 2021   |
| 11          | Xander Severina     | 5    | 1      | Maccabi Haifa                   | 2023   |
| 14          | Kenji Gorré         | 26   | 3      | Umm-Salal SC                    | 2019   |
| 16          | Jearl Margaritha    | 10   | 4      | Phoenix Rising FC               | 2015   |
| 18          | Joshua Zimmerman    | 9    | 1      | TOP Oss                         | 2022   |
| 19          | Gervane Kastaneer   | 17   | 5      | Clubloos                        | 2018   |

### Recent opgeroepen
De volgende spelers zijn het afgelopen jaar opgeroepen voor het elftal en zijn nog beschikbaar, maar zaten niet bij de laatste selectie of zijn afgevallen nadat ze geselecteerd zijn.
| Naam              | Wed. | Dlpnt. | Huidige club          | Laatste oproep                            |
| ----------------- | ---- | ------ | --------------------- | ----------------------------------------- |
| Doel              |      |        |                       |                                           |
| Tyrick Bodak      | 0    | 0      | Telstar (voetbalclub) | Trinidad en Tobago thuis, 18 oktober 2023 |
| Verdediging       |      |        |                       |                                           |
| Dylan Timber      | 1    | 0      | VVV-Venlo             | Trinidad en Tobago thuis, 18 oktober 2023 |
| Shermaine Martina | 10   | 0      | KSK Tongeren          | Saint Kitts en Nevis uit, 17 juni 2023    |
| Bradley Martis    | 6    | 0      | IJsselmeervogels      | Saint Kitts en Nevis uit, 17 juni 2023    |
| Giovanni Troupée  | 3    | 0      | TOP Oss               | Saint Kitts en Nevis uit, 17 juni 2023    |
| Middenveld        |      |        |                       |                                           |
| Roly Bonevacia    | 17   | 1      | Melbourne Victory     | Trinidad en Tobago thuis, 18 oktober 2023 |
| Nathan Holder     | 2    | 0      | Sportist Svoge        | Trinidad en Tobago thuis, 18 oktober 2023 |
| Aanval            |      |        |                       |                                           |
| Jafar Arias       | 13   | 0      | HB Køge               | Trinidad en Tobago thuis, 18 oktober 2023 |
| Joshua Zimmerman  | 5    | 0      | TOP Oss               | Trinidad en Tobago thuis, 18 oktober 2023 |
| Gevaro Nepomuceno | 50   | 8      | Bentleigh Greens      | Saint Kitts en Nevis uit, 17 juni 2023    |
| Jürgen Locadia    | 2    | 1      | SD Amorebieta         | Saint Kitts en Nevis uit, 17 juni 2023    |

## Statistieken
- Bijgewerkt tot en met de finale van het Caraïbisch kampioenschap tegen  Jamaica (2–1) op 25 juni 2017.

### Van jaar tot jaar
| Jaar | Interlands | Interlands | Interlands | Interlands | Doelpunten | Doelpunten | Doelpunten | Punten |
| Jaar | Duels      | Winst      | Gelijk     | Verlies    | Voor       | Tegen      | Saldo      | Punten |
| ---- | ---------- | ---------- | ---------- | ---------- | ---------- | ---------- | ---------- | ------ |
| 2011 | 12         | 2          | 2          | 8          | 18         | 26         | –8         | 0.500  |
| 2012 | 4          | 0          | 0          | 4          | 4          | 14         | –10        | 0.000  |
| 2013 | 2          | 1          | 0          | 1          | 3          | 3          | 0          | 1.000  |
| 2014 | 9          | 2          | 3          | 4          | 11         | 15         | –4         | 0.778  |
| 2015 | 10         | 4          | 3          | 3          | 13         | 9          | +4         | 1.100  |
| 2016 | 6          | 5          | 0          | 1          | 21         | 6          | +15        | 1.667  |
| 2017 | 8          | 3          | 1          | 4          | 6          | 5          | +1         | 1.200  |

### Tegenstanders
| Tegenstander                               | Wed. | W | G | V | DV | DT | DS  |
| ------------------------------------------ | ---- | - | - | - | -- | -- | --- |
| Amerikaanse Maagdeneilanden → (details)    | 3    | 3 | 0 | 0 | 16 | 1  | +15 |
| Antigua en Barbuda → (details)             | 3    | 1 | 0 | 2 | 5  | 8  | –3  |
| Aruba → (details)                          | 3    | 1 | 0 | 2 | 5  | 2  | +3  |
| Barbados → (details)                       | 1    | 1 | 0 | 0 | 1  | 0  | +1  |
| Bonaire → (details)                        | 2    | 1 | 0 | 1 | 5  | 4  | +1  |
| Canada → (details)                         | 1    | 0 | 0 | 1 | 1  | 2  | –1  |
| Cuba → (details)                           | 3    | 0 | 2 | 1 | 3  | 4  | –1  |
| Dominicaanse Republiek → (details)         | 3    | 1 | 0 | 2 | 2  | 3  | –1  |
| El Salvador → (details)                    | 3    | 0 | 1 | 2 | 1  | 3  | –2  |
| Frans-Guyana → (details)                   | 2    | 0 | 1 | 1 | 1  | 4  | –3  |
| Grenada → (details)                        | 1    | 1 | 0 | 0 | 2  | 1  | +1  |
| Guadeloupe → (details)                     | 1    | 1 | 0 | 0 | 1  | 0  | +1  |
| Guyana → (details)                         | 2    | 1 | 0 | 1 | 6  | 4  | +2  |
| Haïti → (details)                          | 2    | 0 | 1 | 1 | 4  | 6  | –2  |
| Jamaica → (details)                        | 1    | 1 | 0 | 0 | 2  | 1  | +1  |
| Martinique → (details)                     | 2    | 0 | 1 | 1 | 3  | 2  | +1  |
| Montserrat → (details)                     | 2    | 1 | 1 | 0 | 4  | 3  | +1  |
| Nicaragua → (details)                      | 1    | 0 | 1 | 0 | 0  | 0  | 0   |
| Puerto Rico → (details)                    | 2    | 1 | 1 | 0 | 6  | 4  | +2  |
| Saint Lucia → (details)                    | 1    | 0 | 0 | 1 | 1  | 5  | –4  |
| Saint Vincent en de Grenadines → (details) | 2    | 0 | 0 | 2 | 0  | 5  | –5  |
| Suriname → (details)                       | 5    | 1 | 1 | 3 | 6  | 11 | –5  |
| Nederland                                  | 3    | 2 | 0 | 1 | 1  | 8  | -6  |
| Trinidad en Tobago → (details)             | 2    | 1 | 0 | 1 | 3  | 3  | 0   |

FFK · A-internationals · Curaçaos vrouwenelftal · Olympisch elftal
2011 – 2019 ·
2020 – 2029
2011 · 
2012 · 
2013 · 
2014 · 
2015 ·
2016 ·
2017 ·
2018 ·
2019 ·
2020 ·
2021 ·
2022 ·
2023 ·
2024 ·
2025
Amerikaanse Maagdeneilanden ·
Antigua en Barbuda ·
Argentinië ·
Aruba ·
Bahrein ·
Barbados ·
Bolivia ·
Britse Maagdeneilanden ·
Canada ·
Colombia ·
Costa Rica ·
Cuba ·
Dominicaanse Republiek ·
El Salvador ·
Grenada ·
Guatemala ·
Guyana ·
Haïti ·
Honduras ·
India ·
Indonesië ·
Jamaica ·
Kazachstan ·
Mexico ·
Montserrat ·
Nieuw-Zeeland ·
Nicaragua ·
Panama ·
Puerto Rico ·
Qatar ·
Saint Kitts en Nevis ·
Saint Lucia ·
Saint Vincent en de Grenadines ·
Suriname ·
Trinidad en Tobago ·
Verenigde Staten ·
Vietnam
1 Room ·
2 Cuco Martina ·
3 Shermar Martina · 
4 Lachman · 
5 Carolina ·
6 Maria ·
7 Antonia ·
8 Bonevacia ·
9 Benschop ·
10 Bacuna ·
11 Nepomuceno ·
12 Carmelia ·
13 Gaari ·
14 Kastaneer ·
15 Shermaine Martina ·
16 Van Kessel ·
17 Constansia ·
18 Hooi ·
19 Arias ·
20 Vapor ·
21 Statie ·
22 Pieter · 
23 De la Paz · 
Coach: Bicentini